# ゲディ・ワタナベ
ゲディ・ワタナベ（Gedde Watanabe、1955年6月26日 - ）は、アメリカ合衆国ユタ州生まれの日系人俳優・声優。

## 来歴
ユタ州のオグデンという町で生まれ、高校卒業までをそこで過ごす。高校時代から演劇や歌などの活動をしており、卒業するとストリートミュージシャンを目指してサンフランシスコへ移る。その後、俳優を目指すようになり、演劇学校のAmerican Conservatory Theaterを経て1976年に『太平洋序曲』へ出演しブロードウェイデビュー。その後も役者としていくつもの映画やテレビなどで活躍するようになる。テレビ番組の中では子供向け番組の『セサミストリート』にもヒロシ役で数年間出演している。1985年に製作されたコメディ映画『ピース・フォース』では、まだブレイクする前のトム・ハンクスと共演している。
実際に日本語は話すことが出来ないらしいが、日本人としての役柄が多く、ロン・ハワード監督でマイケル・キートンと山村聡出演の『ガン・ホー』では日系企業のアメリカ進出で日米摩擦に翻弄される日本人サラリーマンの高原カズヒロ役、ジョー・ダンテ監督の『グレムリン2 新・種・誕・生』では大混乱に陥るビルの観光にやって来た日本人ツアー客のカツジ役、『アルマゲドン』では同じ日本人観光客役で松田聖子と共演（クレジットなし）、テレビドラマの『ER緊急救命室』での看護師ヨシ・タカタ役などがある。テレビアニメ『ザ・シンプソンズ』では、数エピソードにおいて日本人キャラクターなどの声を担当したこともある。
なお、『ガン・ホー』はアメリカでテレビドラマとしても製作されており、ワタナベは両方で同役を演じている。映画版ではマイケル・キートンらと共に来日して、都内ロケに参加した。近年ではキアヌ・リーブスが忠臣蔵を題材とした時代劇で主演を務め話題となった『47RONIN』へも旅芸人役で出演し、日本人俳優の真田広之や赤西仁らとも共演している。

## 出演作品

### 映画
| 公開年 | 邦題 原題                                            | 役名                 | 備考             |
| ------ | ---------------------------------------------------- | -------------------- | ---------------- |
| 1984   | すてきな片想い Sixteen Candles                       | Long Duk Dong        |                  |
| 1985   | ピース・フォース Volunteers                          | At Toon              |                  |
| 1986   | ガン・ホー Gung Ho                                   | オイシ・カジヒロ     |                  |
| 1986   | ヴァンプ Vamp                                        | ダンカン             |                  |
| 1989   | パロディ放送局UHF UHF                                | クニ                 |                  |
| 1990   | グレムリン2 新・種・誕・生 Gremlins 2: The New Batch | ミスター・カツジ     |                  |
| 1995   | ボーイズ・オン・ザ・サイド Boys on the Side          | スティーヴ           |                  |
| 1995   | 不在証明/ ア・リ・バ・イ Perfect Alibi               | オノダ刑事           |                  |
| 1996   | すべてをあなたに That Thing You Do!                  | 写真家               |                  |
| 1998   | アルマゲドン Armageddon                              | アジア人ツーリスト   | クレジットなし   |
| 1999   | ムーラン Mulan                                       | リン                 | アニメ、声の出演 |
| 1999   | 写真家の女たち Guinevere                             | エド                 |                  |
| 1999   | エドtv Edtv                                          | グレッグ             |                  |
| 2002   | LA・ロー 帰ってきた七人の弁護士 L.A. Law: The Movie  | シリル               | テレビ映画       |
| 2004   | アルフィー Alfe                                      | ウィン               |                  |
| 2004   | ムーラン2 Mulan II                                   | リン                 | アニメ、声の出演 |
| 2005   | トゥー・フォー・ザ・マネー Two for the Money         | ミルトン             |                  |
| 2008   | 寝取られ男のラブ♂バカンス Forgetting Sarah Marshall  | ホテルのマネージャー |                  |
| 2009   | リピート/ 許されざる者 Not Forgotten                 | ナカムラ             |                  |
| 2012   | かぞくモメはじめました Parental Guidance             | ニック               |                  |
| 2013   | 47RONIN 47 Ronin                                     | 歌舞伎役者           |                  |
| 2016   | あなたの旅立ち、綴ります The Last Word               | 庭師                 |                  |
| 2024   | カンフー・パンダ4 Kung Fu Panda 4                    | タヌキのボス         | アニメ、声の出演 |

### テレビシリーズ
| 放映年    | 邦題 原題                                      | 役名             | 備考         |
| --------- | ---------------------------------------------- | ---------------- | ------------ |
| 1986-1987 | ガン・ホー Gung Ho                             | カズヒロ         | 9エピソード  |
| 1990      | TVキャスター マーフィー・ブラウン Murphy Brown | Guru Prem        | 1エピソード  |
| 1990-1991 | Down Home                                      | トラン           | 19エピソード |
| 1996      | あなたにムチュー Mad About You                 | スピーチライター | 1エピソード  |
| 1996      | となりのサインフェルド Seinfeld                | ミスター・オー   | 1エピソード  |
| 1997-2003 | ER緊急救命室 ER                                | ヨシ・タカタ     | 58エピソード |
| 2000      | サブリナ Sabrina, the Teenage Witch            | ケンジ           | 1エピソード  |
| 2005      | エバーウッド 遥かなるコロラド Everwood         | アート           | 1エピソード  |
| 2019      | パーフェクト・ハーモニー Perfect Harmony       | グレン           | 1エピソード  |
| 2022      | 私立探偵マグナム Magnum, P.I.                  | 佐藤             | 1エピソード  |
|           |                                                |                  |              |

### テレビアニメ
- ザ・シンプソンズ The Simpsons (1997)
- ラグラッツ Rugrats (1998)
- バットマン・ザ・フューチャー Batman Beyond (1999-2000)
- ザ・シンプソンズ The Simpsons (1999)
- キム・ポッシブル Kim Possible (2002-2007)
- スクービー・ドゥー What's New, Scooby-Doo? (2003)
- ファミリー・ガイ Family Guy (2006)
- アメリカン・ダッド American Dad! (2008)
- ピクルスとピーナッツ Pickle and Peanut (2016)
- ブレイベスト・ウォリアーズ Bravest Warriors (2017)
- パピー・ドッグ・パルズ Puppy Dog Pals (2018, 2022)
- BLUE EYE SAMURAI/ブルーアイ・サムライ Blue Eye Samurai (2023)

### ゲーム
- キングダム ハーツII Kingdom Hearts II (2005)

## 参照
1. ↑  https://www.imdb.com/name/nm0913797/bio/?ref_=nm_dyk_trv_sm#trivia